# Förvärvsarbete
Förvärvsarbete (även lönearbete eller yrkesarbete) är ett socioekonomiskt begrepp som beskriver förhållandet mellan en arbetare och en arbetsgivare, där den anställda arbetaren genom ett avtal förbinder sig att sälja sin arbetskraft till arbetsgivaren. Detta sker ofta på en arbetsmarknad, och som ersättning för sitt arbete erhåller arbetaren lön. Begreppet används för att skilja sådant arbete från hushållsarbete eller arbete som utförs ideellt och/eller utan att ge utföraren en ekonomisk inkomst. Den förvärvsanställda kan arbeta på heltid eller med viss arbetstidsförkortning, då förvärvsarbetet ofta betecknas som deltid. Ibland, främst tidigare, användes också begreppet halvtid, vilket som namnet antyder är en variant av deltidsanställning.
Begreppet lönearbete används också inom marxistisk teori, och är i det sammanhanget det produktionsmedel som arbetaren kan erbjuda som en handelsvara.